# Московский 65-й пехотный полк

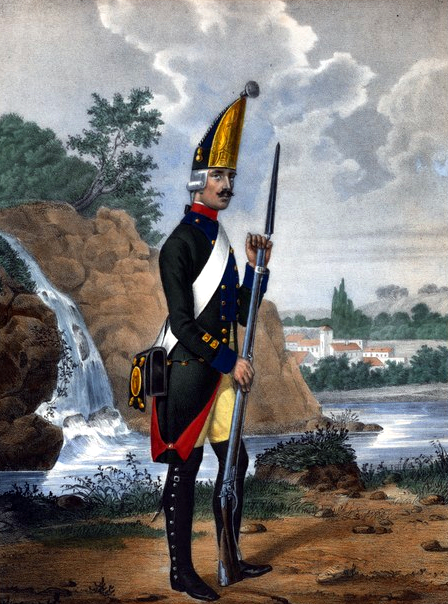
Гренадер Московского Мушкетерского полка. 1797—1801 гг.

65-й пехотный Московский Его Величества полк — один из старейших полков Русской императорской армии.
Полковой праздник — 5 октября. Дислокация в 1914 году — город Холм Люблинской губернии.

## История
Полк был сформирован в Москве генералом А. М. Головиным 25 июня 1700 года из 200 солдат Лефортовскаго полка и 1308 рекрут, в составе 10 рот и артиллерийской команды, под наименованием Пехотный Иваницкого полк.

### Северная война
Полк получил боевое крещение 19 ноября 1700 году под Нарвой, где потерял своего командира и более 1/3 своего состава. После Нарвского сражения полк был назван пехотным Бордовика полком и назначен в состав армии Шереметева. В следующем году полк возводил укрепление Киевской крепости у Печорского монастыря, а затем принимал участие в постройке Санкт-Петербурга. 30 мая 1704 года полк вошёл в состав осадного корпуса под Нарвой и 9 августа принял участие в штурме крепости.
В 1704 году при полку была сформирована гренадерская рота, и полк наименован 12 октября 1704 года пехотным фельдмаршала Огильви, а в 1707 году пехотным Фриза полком. 10 марта 1708 года полк получил наименование Московского пехотного полка.
При движении шведов на Украину в 1708 году Московцы занимали Стародуб и Новгород-Северский и в течение месяцев выдерживали осаду неприятеля. 27 июня 1709 года Московский полк принял участие в Полтавской битве, а в следующем году находился при осаде Риги. В 1711 году полк участвовал в Прутском походе, а в 1712 году, в составе Ингерманландского корпуса адмирала Апраксина, участвовал при занятии Гельсингфорса (15 июля 1713 г.) и в сражении на реке Пелкине (6 октября 1713 г.).
Выступив 26 января 1714 года из Бьернеборга, Московский полк находился при поражении шведов у д. Лаппола и при взятии Вазы, а 9 июля 1714 года был посажен на галерные суда и участвовал 27 июля в Гангутской битве, в которой потерял своего командира полковника Розенштерна.
В 1716 году Московцы состояли в отряде князя Голицына и были направлены на север для окончательного покорения Финляндии. С 1719 года Московский полк нёс службу на галерах и последующие три года принимал участие в нескольких поисках в Швецию и на Аландские острова.

### Персидский поход и Украина
По заключении Ништадтского мира Московский полк был назначен для работ по проведению Ладожского канала, а в 1722 г. четыре роты его, приняв участие в походе в Персию, находились при занятии Дербента и Баку).
В 1723 г. Московский полк был командирован на Украину для охраны границ России от набегов крымских татар и, простояв в Белгороде около года, возвратился в Псков «для канальских работ».
16 февраля 1727 года Московский полк был назван 3-м Ярославским полком, а затем 12 ноября 1727 — 2-м Московским.

### Польская, турецкая и шведская кампании
Во время Польской войны 1733—1735 годов полк в составе корпуса Ласси участвовали с 8 февраля 1734 года в осаде Данцига. 12 марта 1734 года подполковник Московского полка Караулов с 200 нижними чинами атаковал редут между Штольценбергом и Гогельсбергом и штыками выбил поляков. Через неделю Караулов отразил с полком вылазку неприятеля и, преследуя его, захватил 6 орудий. После сдачи Данцига Московцы были командированы «в Польшу для искоренения рассеявшихся там противных партий».
В кампании 1737 года против турок Московский полк находился при штурме Очакова и занятии Хотина. В 1742—1743 гг. полк участвовал в Шведской войне.
27 января 1747 г. Московский полк был приведён в трёхбатальонный состав с тремя гренадерскими ротами. 30 марта 1756 года 3-я гренадерская рота отчислена на сформирование 3-го гренадерского полка.

### Семилетняя война
В 1757 году Московский полк принял участие в Семилетней войне и особенно отличился 19 августа при Гросс-Егерсдорфе. В этот день, занимая южный выход из леса по дороге от Норкитена на Удербален, полк отбил первую атаку кавалерии и сильным огнём заставили отступить прусскую пехоту, потеряв в жарком бою 22 офицеров и 433 нижних чинов. Затем Московский полк находился в сражениях при Цорндорфе, Пальциге, Кунерсдорфе и участвовал в набеге на Берлин и в штурме крепости Швейдниц.
25 апреля 1762 года император Пётр III назначил генерал-майора князя Н. В Репнина шефом Московского полка и присвоил полку имя шефа. По вступлении на престол императрицы Екатерины II повеление это было отменено, и полк с 6 июля 1762 года назывался по-прежнему 2-м Московским. С 14 января 1763 года Московский полк состоял из двух батальонов шестиротного состава.

### Турецкие и кавказские войны
В 1769 году Московский полк действовал с отличием против турок при Хотине, Ларге и Кагуле, затем участвовал в 1771 году в двух экспедициях против Журжи и в сражении при Бухаресте, а в 1773 году — в осаде Силистрии и штурме Варны.
В 1776 году Московский полк был послан в Крым для восстановления хана Шагин-Гирея и в течение двух лет охранял от высадки турок побережье Чёрного моря от Евпатории до Перекопа. 20 ноября 1777 года рота Московского полка графа Апраксина, находившаяся в отряде Тунцельмана, геройски выдержала осаду татар и в течение шести дней отбивала все их приступы. 9 июня 1779 года Московский полк выступил из Крыма.
В 1783 году Московский полк был назначен в состав Кавказского корпуса, 5 марта 1783 года он участвовал в поражении атагинцев при Ханкальском ущелье, а затем был назначен для проведения Военно-Грузинской дороги.
29 июля 1785 года шесть рот Московского полка, занимая укрепление Григориополис, отбили нападение чеченцев и кабардинцев. 12 октября 1785 года Московский полк вошёл в состав отряда полковника Нагеля и выдержал упорный 3-дневный бой с войсками Шейх-Мансура у с. Татартуна. Последующие пять лет Московский полк занимал квартиры в Кизляре, неоднократно принимая участие в экспедициях за Кубань.
5 октября 1786 года, вследствие расформирования 1-го Московского полка, полку было присвоено наименование без № 2.
Во время 2-й Турецкой войны Московский полк участвовал в походе за Кубань и находился 22 июня 1791 года при штурме Анапы. В 1796 году Московский полк выступил с графом Зубовым в Персидский поход и находился при взятии Дербента.

### Наполеоновские войны
При вступлении на престол Павла I Московский полк был приведён в состав двух батальонов и наименован 28 ноября 1796 года Московским мушкетёрским. 10 января 1797 года генерал Фенш был назначен шефом, и полк с 31 октября 1798 года назывался мушкетёрским генерал-лейтенанта Фенша полком.
31 марта 1801 года император Александр I возвратил полку наименование Московского и, приведя его в состав трёх батальонов, назначил 26 января 1803 года шефом полка генерал-лейтенанта Д. С. Дохтурова. 16 мая 1803 года одна рота была отправлена на сформирование Крымского мушкетёрского полка, взамен её сформирована новая.
13 августа 1805 года Московский полк выступил в поход против французов и, находясь в колонне Дохтурова, 27 сентября занял Браунау. При знаменитом отступлении Кутузова к Цнайму Московцы в сражении у Дюренштейна геройски отбили 30 октября атаку французов и, потеряв 7 офицеров и 294 нижних чинов, захватили неприятельское знамя и штандарт. При Аустерлице Московский полк находился на левом фланге и участвовал в атаке Тельница. При отступлении нашей армии Московский полк составил арьергард колонны Дохтурова и геройски выдержал натиск французской дивизии. В этот день из строя Московского полка выбыли командир полка полковник Сулима, 12 офицеров и 604 нижних чинов.
В войну 1806—1807 годов Московский полк выказал отличие при Прейсиш-Эйлау, геройски встретив атаку корпуса Ожеро, причём потерял 23 офицеров и 818 нижних чинов. Затем доблестно участвовал, под командой своего шефа генерала Дохтурова, в сражениях при Ломиттене, Гейльсберге и Фридланде.
28 февраля 1811 года полк был назван Московским пехотным.
В Отечественную войну 1812 года Московский полк находился в 1-й Западной армии; 1 и 3-й батальоны—в 6-м корпусе генерала Дохтурова, а 2-й батальон — в корпусе Витгенштейна. 5 августа 1812 года 1-й и 3-й батальоны участвовали в сражении при Смоленске, защищая Мстиславское и Рославльское предместья.
В Бородинском бою оба батальона находились в центре и отбили несколько атак неприятельской кавалерии. 2-я гренадерская рота, находясь в Сводном гренадерском батальоне Дитриха и защищая Багратионовы флеши, была почти вся уничтожена во время одной из атак Нея; остатки этой роты были присоединены к Сибирскому гренадерскому полку.
Во вторую половину кампании Московский полк находился в сражениях при Тарутине и Малоярославце. 2-й батальон находился при защите Динабурга и участвовал в сражениях у Полоцка, на р. Ушач и при м. Екимании.
1 января 1813 года 1 и 3-й батальоны были назначены в состав корпуса, осаждавшего крепость Глогау. 14 мая 1813 года осада Глогау была снята, и Московцы были отправлены в Гейсдорф на присоединение к отряду генерал-адъютанта Винцингероде. В это время 2-й батальон находился при осаде крепостей Пиллау, Данцига и Виттенберга и присоединился 5 июля к полку. Во вторую половину кампании 1813 года Московский полк был назначен в состав Силезской армии и участвовал, после сражения при Кацбахе, в осаде крепости Кассель.
17 января 1814 года, при неожиданном нападении французов на Бриенн-ле-Шато, Московский полк геройски атаковал неприятеля и, несмотря на губительный огонь, штыками выбил французов из селения и замка. 20 января 1814 года, при Ла-Ротьере, 7-я дивизия, в составе которой находились и Московцы, овладела на глазах императора Александра I всей французской артиллерией. Дальнейшие действия Московского полка в 1814 году были ознаменованы участием в сражениях при Ля-Ферте-сюр-Жуар, Монмирале и Краоне. За отличия, оказанные 17 и 20 января, 1 и 3-му батальонам были пожалованы 24 декабря 1814 года Георгиевские трубы.

### При Николае I
17 мая 1827 года шефом Московского полка был назначен генерал от инфантерии граф П. А. Толстой.
В 1829 году 1-й батальон был двинут на Кавказ. В течение четырёхлетнего пребывания на Кавказе 1-й и 2-й батальоны участвовали в трёх экспедициях в Северном Дагестане.
В мае 1830 года 3-й поселённый батальон полка был наименован резервным и 16 февраля 1831 отчислен на укомплектование Волынского пехотного полка.
28 января 1833 года к Московскому полку был присоединён Пермский пехотный полк и, таким образом, полк приведён в состав четырёх действующих и двух резервных батальонов. Пермский пехотный полк сформирован в 1700 году, под названием пехотного Ивана Англера полка.
20 января 1842 года был расформирован один резервный батальон. В связи со смертью 29 сентября октября 1844 года генерала от инфантерии графа Толстого, шефом Московского полка 3 апреля 1849 года был назначен командир 6-го корпуса генерал от инфантерии В. И. Тимофеев. 23 февраля 1845 года 3-й батальон полка был обращён на пополнение Волынского пехотного полка.
25 июня 1850 года, в день 150-летнего юбилея, Московский полк получил новые знамёна с надписью «1700—1850», с Александровскими юбилейными лентами, причём 4-му батальону, образованному из 2-го батальона Пермского пехотного полка, была сохранена надпись: «За сражение при Бар-сюр-Об 15 февраля 1814 г.».

### Крымская война
При начале Восточной войны 1853—1855 годов Московский полк расположился на Черноморской кордонной линии в Тамани. Одновременно с этим для полка были сформированы в России из бессрочно-отпускных 5-й и 6-й резервные и 7-й и 8-й запасные батальоны.
5 сентября 1854 года Московский полк был двинут форсированным маршем на усиление Крымской армии и, прибыв на позицию за три часа до начала атаки союзников, принял участие в сражении при р. Альме. В этот день Московский полк находился на левом фланге и удерживал атаки Канробера, потеряв 28 офицеров и 1025 нижних чинов. После отступления на реке Кача Московцы вошли в состав гарнизона Севастополя.
Находясь на Корабельной стороне, Московский полк в течение четырёх месяцев геройски выдерживал осаду и неоднократно принимал участие в вылазках. 17 января 1855 года Московский полк занял позицию на Мекензиевых высотах.
4 августа 1855 года на р. Чёрной Московцы и Бутырцы, под командой генерал-майора Граббе, спустились с Телеграфной горы в долину р. Чёрной и, перейдя речку по пояс в воде, под сильным огнём неприятеля, атаковали восточную часть Федюхиных высот, потеряв 12 офицеров и 374 нижних чинов.
В награду за подвиги мужества и храбрости, оказанные в продолжение войны 1853—1855 годов, 1, 2 и 3-му батальонам были пожалованы 30 августа 1856 года Георгиевские знамёна.

### При Александре II
После Восточной войны 5, 6, 7 и 8-й батальоны были упразднены, 4-й батальон причислен к резервным войскам, и полк приведён 23 августа 1856 года в состав трёх батальонов с тремя стрелковыми ротами. 25 марта 1864 года к названию полка был присоединён № 65-й; 13 августа того же года 4-й резервный батальон полка был разделён на отдельные роты, которые по одной поступили на образование 49, 62, 63 и 65-го резервных батальонов.
6 мая 1868 года великий князь Николай Александрович был назначен в день своего рождения шефом Московского полка.
Во время Русско-турецкой войны 1877—1878 годов Московский полк находился в Нижне-Дунайском отряде генерала Циммермана и участвовал в боях при Меджидие и на Буджакских высотах.

### При последних императорах
В 1879 году сформирован 4-й батальон. 2 марта 1881 года, по вступлении на престол императора Александра III, Московский полк наименован 65-м пехотным Московским Его Императорского Высочества Наследника Цесаревича полком. По вступлении на престол императора Николая II Московский полк назван 2 ноября 1894 года 65-м пехотным Московским Его Величества полком.
25 июня 1900 года Московцы праздновали свой 200-летний юбилей и получили новое Георгиевское знамя. На праздничных церемониях присутствовал Николай II. 5 октября 1904 года в списки Московского полка был зачислен наследник цесаревич великий князь Алексей Николаевич.
В русско-японскую войну Московский полк был мобилизован и 15 июня 1905 года отправлен на Дальний Восток. Был расквартирован сначала в Никольско-Уссурийском, в составе 3-й Маньчжурской армии, а затем в Харбине, где находился до 1906 года. Участия в военных действиях не принимал.
Полковой праздник — 5 октября.
Полк отличился в ходе Первой мировой войны. Ему пришлось действовать и на маневренном, и на позиционном этапах последней.

## Дислокации полка
- в 1820 — Бронницы Московской губернии. Второй батальон — в Новгородской губернии;
- 1829—1833 годы — возле Томузловского леса, город Александровск, Ставропольская губерния;
- 1852 год — Москва;
- 1853 год — первые 3 батальона отправлены в Петербург (Михайловский манеж);
- август — ноябрь 1853 года — на зимних квартирах в Рязанской губернии: 1-й батальон — Спасск, 2-й — Михайлов, 3-й — Зарайск, штаб полка — Рязань;
- 1853—1854 годы — маршрут следования в Крым (Тамбов, Воронеж, Новочеркасск, Ростов-на-Дону);
- 1857—1863 годы — Петровск, Саратовской губернии;
- 1865 — Венев, Епифань, Кашира;
- 1888 — Холм Люблинской губернии.

## Знаки различия

### Унтер-офицеры и рядовые
| Воинское звание | Зауряд-прапорщик | Подпрапорщик  | Фельдфебель   | Старший унтер-офицер | Младший унтер-офицер | Ефрейтор | Рядовой |
| Группа          | Унтер-офицеры    | Унтер-офицеры | Унтер-офицеры | Унтер-офицеры        | Унтер-офицеры        | Рядовые  | Рядовые |

## Знаки отличия полка
- Полковое Георгиевское знамя с надпись «За Севастополь в 1854 и 1855 гг.» и «1700—1900», с Александровской юбилейной лентой.
- Георгиевские трубы с надписью «Московского пехотного полка в воздаяние отличных подвигов, оказанных в сражениях 1814 г. января 17 при Бриен-ле-Шато и 20 при Ла-Ротиере».

## Шефыполка
- 25.04.1762 — 05.07.1762 — генерал-майор князь Репнин, Николай Васильевич
- xx.xx.1788 — 05.02.1790 — генерал-майор Розенберг, Андрей Григорьевич
- 03.12.1796 — 10.01.1797 — генерал-лейтенант Вязмитинов, Сергей Козьмич
- 10.01.1797 — 26.01.1803 — генерал-майор (с 12.03.1798 генерал-лейтенант, с 13.02.1800 генерал от инфантерии) Фенш, Андрей Семёнович
- 26.01.1803 — 01.09.1814 — генерал-лейтенант (с 19.04.1810 генерал от инфантерии) Дохтуров, Дмитрий Сергеевич
- 17.05.1827 — 10.10.1844 — генерал от инфантерии Толстой, Пётр Александрович
- 10.10.1844 — 10.01.1850 — генерал от инфантерии Тимофеев, Василий Иванович
- 06.05.1868 — 04.03.1917 — император Николай II

## Командиры полка
(Командующий в дореволюционной терминологии означал временно исполняющего обязанности начальника или командира).
- 25.06.1700 — 20.11.1700 — полковник Иваницкий, Карл Иванович
- xx.xx.1700 — xx.xx.1701 — полковник Сак, Иван Иванович
- xx.xx.1701 — xx.xx.1704 — полковник Бордовик, Матвей Матвеевич
- xx.xx.1704 — xx.xx.1705 — генерал-фельдмаршал-лейтенант Огильви, Георг Бенедикт
- xx.xx.1706 — xx.xx.1707 — подполковник Шанбек, Георгий Аслуг
- xx.xx.1707 — xx.xx.1708 — бригадир граф Фриз
- xx.03.1708 — 30.06.1709 — полковник Чернышёв, Григорий Петрович
- 30.06.1709 — 31.05.1710 — полковник фон Финникбир, Виллим Иванович
- 31.05.1710 — xx.xx.1711 — командующий подполковник фон Страллон, Яков Иванович
- xx.xx.1711 — xx.01.1714 — полковник Чубаров, Степан Афанасьевич
- xx.01.1714 — 28.07.1714 — полковник Розенштерн
- 28.07.1714 — 17.03.1716 — командующий подполковник фон Страллон, Яков Иванович
- 17.03.1716 — xx.01.1722 — полковник Безобразов, Иван Григорьевич
- xx.01.1722 — xx.04.1723 — премьер-майор Фрык
- xx.04.1723 — xx.xx.17хх — подполковник Трескин
- 16.04.1725 — 25.07.1737 — полковник Бухгольц, Захар Васильевич
- хх.хх.1737 — хх.хх.1739 — полковник Ганман, Каспер
- 23.02.1739 — 08.10.1742 — полковник фон Трескау, Иоахим Христиан
- xx.xx.1740 — xx.xx.1742 — командующий подполковник барон Миних, Антон Иванович
- xx.xx.1742 — 01.08.1744 — полковник фон Манштейн, Христофор-Герман
- 01.04.1744 — 24.06.1755[~ 3] — подполковник (с 01.01.1748 полковник) барон Миних, Антон Иванович
  - 08.01.1755 — xx.11.1755 — временно исполняющий обязанности премьер-майор Анисимов, Егор
- 25.12.1755 — 01.06.1758 — полковник князь Прозоровский, Александр Александрович
- 01.06.1758 — 22.03.1760 — полковник Шиллинг, Карл
- xx.03.1760 — 01.06.1760 — подполковник Марселиус, Иван
- 01.06.1760 — 02.04.1762 — полковник князь Репнин, Николай Васильевич
- 10.08.1762 — 15.04.1763 — подполковник Кашкин, Евгений Петрович
- 17.04.1763 — хх.хх.1771 — полковник (с 09.01.1771 бригадир) граф Салтыков, Сергей Владимирович
- 21.04.1771 — хх.хх.1771 — полковник Пеутлинг, Андрей Андреевич (Генрих Иоганн)
- 26.12.1771 — 22.09.1779 — полковник (с 28.07.1779 бригадир) князь Гагарин, Павел Сергеевич
  - 10.12.1776 — xx.10.1779 — командующий премьер-майор (с 1779 подполковник) Матцен, Карл Иванович
- 22.09.1779 — 23.02.1783 — полковник Рахманов, Михаил Михайлович
  - xx.08.1782 — xx.02.1783 — командующий подполковник Матцен, Карл Иванович
- 23.02.1783 — xx.09.1785 — полковник Кек, Иван
- xx.09.1785 — 24.09.1786 — командующий премьер-майор (с 01.1786 подполковник) Ольденбург, Давид
- 09.06.1786 — 23.06.1789 — полковник (с 21.04.1789 бригадир) Байер фон Вейсфельд, Фаддей Астафьевич
  - 24.09.1786 — xx.05.1787 — командующий секунд-майор (с 1787 премьер-майор) Бас, Яков
- 22.07.1789 — 04.03.1790 — полковник князь Щербатов, Иван
- 04.03.1790 — хх.03.1793 — премьер-майор Дистерло, Христофор Егорович
- xx.03.1793 — 14.10.1797 — полковник Тыртов, Яков Иванович
- 14.10.1797 — 12.08.1798 — подполковник (с 28.03.1798 полковник) фон Зеггерн, Фёдор Иванович
- 12.08.1798 — 02.11.1799 — подполковник (с 09.09.1798 полковник) Дистерло, Христофор Егорович
- 13.12.1799 — 03.04.1802 — подполковник Леман, Антон Иванович
- 03.04.1802 — 02.11.1802 — полковник фон Миллер, Андрей Логгинович
- 02.11.1802 — 29.12.1802 — командующий подполковник Превлоцкий, Михаил
- 29.12.1802 — 09.01.1805 — подполковник Монахтин, Фёдор Фёдорович
- 09.01.1805 — 23.10.1806 — полковник Сулима, Николай Семёнович
  - 20.11.1805 — 14.12.1806 — командующий подполковник (с 05.07.1806 полковник) Госсевский, Эварист Тимофеевич
- 14.12.1806 — 27.01.1807 — командующий подполковник Шамшев, Семён Васильевич
- 27.01.1807 — xx.04.1807 — командующий майор Свечин
- xx.04.1807 — xx.12.1807 — командующий подполковник Шамшев, Семён Васильевич
- xx.12.1807 — 23.01.1808 — полковник Госсевский, Эварист Тимофеевич
- 23.01.1808 — 26.08.1812[~ 4] — полковник Монахтин, Фёдор Фёдорович
- 26.08.1812 — хх.12.1812 — командующий майор Невгодов, Яков Иванович
- xx.12.1812 — 29.12.1814 — подполковник (с 16.04.1814 полковник) Костромитинов, Иван Федосеевич
- 29.12.1814 — 01.06.1815 — командующий подполковник Капцевич, Иван Михайлович
- 01.06.1815 — 13.09.1816 — полковник Тарбеев, Павел Петрович
- 13.09.1816 — 16.03.1819 — полковник Кромин, Павел Евграфович
  - xx.01.1819—08.09.1819 — командующий майор Фёдоров 5-й
- 16.03.1819 — 18.04.1821 — полковник Костырко, Дмитрий Васильевич
- 18.04.1821 — 21.05.1826 — полковник Ефимович, Григорий Иванович
- 21.05.1826 — 23.06.1831 — подполковник (с 22.01.1830 полковник) Любавский, Василий Фёдорович
- 23.06.1831 — 21.04.1833 — командующий подполковник Щёголев, Иван Максимович
- 21.04.1833 — 04.05.1834 — полковник Давыдов, Николай Платонович
- 04.05.1834 — 18.11.1836 — полковник Ахвердов, Николай Александрович
- 18.11.1836 — 23.03.1847 — подполковник (с 06.12.1836 полковник, с 07.04.1846 генерал-майор) Добржанский, Павел Иосифович
- 23.03.1847 — 21.03.1855 — полковник (с 30.03.1852 генерал-майор) Куртьянов, Михаил Иванович
  - 09.09.1854 — 21.03.1855 — временный командующий полковник Соловьёв, Павел Семёнович
- 21.03.1855 — 20.12.1864 — подполковник (с 30.08.1855 полковник) Труневский, Яков Фёдорович
- 20.12.1864 — 06.04.1865[~ 5] — полковник Крок, Бенгт Августович
  - 10.01.1865 — xx.04.1865 — временный командующий майор Граббе, Константин Петрович
  - xx.04.1865 — 07.05.1865 — временный командующий подполковник Власьевский, Андрей Кузьмич
- 06.04.1865 — 15.08.1873 — полковник Юноша, Пётр Алексеевич
- 15.08.1873 — 16.04.1876 — полковник Осколков, Матвей Захарович
- 16.04.1876 — 27.05.1876[~ 6] — полковник Сержпинский, Владислав Фадеевич
  - 27.05.1876 — 28.08.1876 — временный командующий подполковник Евневич, Александр Игнатьевич
- 22.07.1876 — 15.07.1877 — полковник Примо, Дмитрий Васильевич
- 15.07.1877 — 21.12.1885 — полковник Фишер фон Альбах, Эдуард Иосифович
- 07.01.1886 — 30.11.1888— полковник Сюннерберг, Георгий Фёдорович
- 12.12.1888 — 08.03.1895 — флигель-адъютант полковник (с 14.11.1894 генерал-майор) барон фон Котен, Густав Фердинандович
- 14.03.1895 — 11.07.1900 — полковник барон Розен, Константин Оскарович
- 07.08.1900 — 11.05.1905 — полковник Соколов, Николай Николаевич
- 20.05.1905 — 14.07.1907 — полковник Левицкий, Георгий Александрович
- 29.07.1907 — 09.02.1913 — полковник Верховский, Сергей Иванович
- 23.02.1913 — 23.04.1915 — полковник (с 02.11.1914 генерал-майор) Гребнер, Константин Эмильевич
- 29.04.1915 — 21.05.1916 — полковник Шевич Дмитрий Дмитриевич
- 09.07.1916 — 02.04.1917 — полковник Афанасьев, Владимир Александрович
- 19.08.1917 — хх.хх.хххх — полковник Майер, Борис Вильгельмович

## Известные люди, служившие в полку
- Богданов, Иван Миныч — генерал-майор, герой Кавказской войны
- Гендриков, Иван Симонович — генерал-аншеф, шеф Кавалергардского корпуса
- Газенкампф,Михаил Александрович — генерал-лейтенант, помощник главнокомандующего войсками Гвардии и Санкт-Петербургского военного округа, член Военного совета
- Дробышев, Фёдор Васильевич — поручик, командир роты
- Дубельт, Леонтий Васильевич — генерал от кавалерии, начальник штаба корпуса жандармов и управляющий III отделением Собственной Его Императорского Величества канцелярии, член Главного управления цензуры
- Мекноб, Фёдор Иванович — секунд-майор, герой русско-турецкой войны 1768—1774 гг.
- Огарёв, Михаил Васильевич — русский генерал, участник Туркестанских походов и Крымской войны.
- Петерсон, Христофор Иванович — дипломат, тайный советник, посол в Константинополе
- Позняков, Иван Адрианович — генерал-майор, участник Семилетней войны
- Полежаев, Александр Иванович — русский поэт, был отправлен унтер-офицером в армию за поэму «Сашка»
- Толстой, Владимир Сергеевич — декабрист
- Ханов, Сергей Фёдорович — генерал-штаб-доктор армии, действующей против Польских мятежников
- Шаховской, Николай Леонтьевич — князь, действительный тайный советник, сенатор
- Яфимович, Михаил Матвеевич — генерал-лейтенант, член совета Министерства внутренних дел

## Другие формирования этого имени
- Лейб-гвардии Московский полк. Сформирован 7 ноября 1811 г. как лейб-гвардии Литовский полк, 12 октября 1817 г. переименован в лейб-гвардии Московский полк.
- 8-й гренадерский Московский полк. Сформирован 15 мая 1790 г. как гренадерский; с 1833 по 1856 гг. именовался Московским карабинерным полком.
- 1-й лейб-драгунский Московский полк. Сформирован 25 июня 1700 г. как драгунский Ефима Гульца полк; с 1763 по 1796 гг. именовался Московским карабинерным полком.
- Московский гарнизонный полк. Сформирован 29 ноября 1796 г. из Московских полевых батальонов. 11 марта 1813 г. половина полка была отделена на формирование Бородинского пехотного полка, оставшаяся часть после нескольких преобразований вошла в состав 194-й пехотного Троицко-Сергиевского полка.
- Московские казачьи полки. 18 июля 1812 г. на основании Манифеста о созыве внутреннего ополчения сформированы один конный (именовался также Московским гусарским полком) и 8 пеших казачьих полков; 28 октября 1814 г. распущены.

## Комментарии
1. ↑  Эти роты 24 июня 1724 г. поступили на сформирование Бакинского пехотного полка, который в 1741 году пошёл на комплектование экипажей Каспийского флота.
2. ↑  Старшинство Пермского полка было впоследствии передано Тираспольскому пехотному полку.
3. ↑  Умер в должности.
4. ↑  Смертельно ранен в ходе Бородинского сражения. Высочайшим приказом от 20.09.1813 исключен из списков умершим.
5. ↑  В командование не вступал.
6. ↑  Покончил жизнь самоубийством. Высочайшим приказом от 13.06.1876 исключен из списков умершим.